# Abel Laudonio
Abel Ricardo Laudonio (Buenos Aires, 30 agosto 1938 – Buenos Aires, 12 agosto 2014) è stato un pugile argentino.

## Palmarès

### Olimpiadi
- 1 medaglia:
  - 1 bronzo (Roma 1960 nei pesi leggeri)

### Giochi panamericani
- 1 medaglia:
  - 1 oro (Chicago 1959 nei pesi leggeri)